# Selección de lacrosse de Inglaterra
La selección de lacrosse de Inglaterra es uno de los principales equipos nacionales de Europa y del mundo, ya que ha competido en todos los campeonatos mundiales de lacrosse desde su creación en 1967 y ha ganado todos los campeonatos europeos de lacrosse menos uno. Actualmente el equipo ocupa el puesto 5 en el mundo. El equipo está gobernado por England Lacrosse, que ha sido miembro de pleno derecho de World Lacrosse desde 1972.

## Historia
La selección masculina de Inglaterra ha jugado en todos los Campeonatos Mundiales de Lacrosse desde 1967, ganando una medalla de plata en 1974. Los últimos campeonatos mundiales que se celebraron en Inglaterra fueron el Campeonato Mundial de Lacrosse 2010, en Mánchester, Inglaterra, donde quedaron 5º. El equipo masculino ha competido en el Campeonato de Europa de Lacrosse desde 1995 y ha ganado nueve medallas de oro.

## Participaciones

### Campeonato Mundial de Lacrosse
| Año   | Resultado       | Pos.             |
| ----- | --------------- | ---------------- |
| 1967  | Cuarto lugar    | 4°               |
| 1974  | Subcampeón      | Medalla de plata |
| 1978  | Cuarto lugar    | 4°               |
| 1982  | Cuarto lugar    | 4°               |
| 1986  | Cuarto lugar    | 4°               |
| 1990  | Cuarto lugar    | 4°               |
| 1994  | Cuarto lugar    | 4°               |
| 1998  | Por el 5° lugar | 5°               |
| 2002  | Fase de grupos  | 6°               |
| 2006  | Por el 5° lugar | 5°               |
| 2010  | Por el 5° lugar | 5°               |
| 2014  | Por el 5° lugar | 5°               |
| 2018  | Por el 5° lugar | 5°               |
| 2022  | Por disputarse  | Por disputarse   |
| Total | 13/13           | 0 títulos        |

### Campeonato Europeo de Lacrosse
| Año   | Pos.             |
| ----- | ---------------- |
| 1995  | Medalla de oro   |
| 1996  | Medalla de oro   |
| 1997  | Medalla de oro   |
| 1999  | Medalla de oro   |
| 2000  | Medalla de oro   |
| 2001  | Medalla de plata |
| 2004  | Medalla de oro   |
| 2008  | Medalla de oro   |
| 2012  | Medalla de oro   |
| 2016  | Medalla de oro   |
| Total | 9 títulos        |

## Jugadores

### Campeonato Mundial de Lacrosse
Los siguientes 23 jugadores formaron la lista en el Campeonato Mundial de Lacrosse 2018.
| Jugador               | #  | Pos.    | Equipo               |
| William Baxter        | 20 | G       | Poynton LC           |
| Hal Dwobeng           | 1  | G       | Brooklands LC        |
| Andrew Baxter         | 24 | D       | Stockport LC         |
| Alister Berven        | 88 | D       | Oxford University LC |
| Joshua Hurry          | 3  | D       | Heaton Mersey LC     |
| Tommy Kirkland        | 25 | D       | Timperley LC         |
| Daniel Smith          | 4  | D       | Cheadle LC           |
| Thomas Brooks         | 8  | FO/LSM  | Poynton LC           |
| Sam Patterson         | 26 | LSM     | Stockport LC         |
| Jak Wawrzyniak        | 10 | LSM     | Heaton Mersey LC     |
| Thomas Bracegirdle    | 21 | FO/SSDM | Timperley LC         |
| Tim Collins           | 30 | M       | Brooklands LC        |
| Zachary Guy           | 61 | M       | Heaton Mersey LC     |
| Peter Hayes           | 15 | M       | Heaton Mersey LC     |
| William Hardy         | 22 | M       | Poynton LC           |
| Sam Russell           | 6  | M       | Poynton LC           |
| Christian Scarpello   | 14 | M       |                      |
| Joshua Sherry-Brennan | 16 | M       | Stockport LC         |
| Ryan Sweetman         | 17 | M       | Brooklands LC        |
| Ryan Hunns            | 7  | A       | Heaton Mersey LC     |
| Alex Russell          | 5  | A       | Poynton LC           |
| James Yanes           | 19 | A       |                      |
| Nick Watson           | 2  | A       | Cheadle LC           |